# Gare de Penhoët
Gare de Penhoët – stacja kolejowa w Saint-Nazaire, w departamencie Loara Atlantycka, w regionie Kraj Loary, we Francji.
Należy do Société nationale des chemins de fer français (SNCF) i jest obsługiwana przez pociągi TER Pays de la Loire.